# Uroleucon zerogutierrezis
Uroleucon zerogutierrezis är en insektsart som först beskrevs av Smith, C.F. och Frank Hall Knowlton 1937.  Uroleucon zerogutierrezis ingår i släktet Uroleucon och familjen långrörsbladlöss. Inga underarter finns listade i Catalogue of Life.